# Jack Phelan
John Edward Phelan, detto Jack (Chicago, 6 novembre 1925 – Bradenton, 20 marzo 2021), è stato un cestista statunitense, professionista nella NBA.